# Nathan Hart
Nathan Hart (Canberra, 4 maart 1993) is een Australisch baanwielrenner gespecialiseerd in de sprintonderdelen.

## Carrière
Hart won zowel in 2014 als 2018 een bronzen medaille op de Gemenebestspelen. Tijdens de wereldkampioenschappen baanwielrennen van 2020 in Berlijn behaalde hij een derde plaats op de teamsprint.
Hart nam deel aan de Olympische Zomerspelen van 2016 in Rio de Janeiro, waar hij een vierde plaats behaalde op de teamsprint. Die reed hij samen met Patrick Constable en Matthew Glaetzer. Bij de volgende Olympische Spelen die plaatsvonden in Tokio nam hij eveneens deel aan de teamsprint die hij ditmaal reed met Glaetzer en Matthew Richardson. Ze werden wederom vierde.

## Belangrijkste resultaten
| 2012 |                              | teamsprint          |                |                                  |
| 2013 | teamsprint                   | teamsprint          |                |                                  |
| 2014 | sprint                       |                     |                | Gemenebestspelen: · teamsprint   |
| 2015 |                              |                     |                |                                  |
| 2016 |                              |                     |                | Olympische Spelen: 4e teamsprint |
| 2017 | sprint                       | teamsprint          |                |                                  |
| 2018 |                              | sprint · teamsprint |                | Gemenebestspelen: · teamsprint   |
| 2019 | sprint · teamsprint · keirin | teamsprint          |                | WB Cambridge: sprint             |
| 2020 | sprint                       |                     | teamsprint     |                                  |
| 2021 |                              |                     |                | Olympische Spelen: 4e teamsprint |
| 2022 | Geen deelnames               | Geen deelnames      | Geen deelnames | Geen deelnames                   |
| 2023 |                              | teamsprint          |                |                                  |